# Первый канал (Израиль)
Первый канал (ивр. הערוץ הראשון‎) — бывший израильский общественный телеканал. Входил в «Рашут ха-шидур».

## История

### Ха-телевизия ха-клалит (1968—1993)
Запущен 2 мая 1968 года в чёрно-белом стандарте 576i как «Ха-телевизия ха-клалит» (ивр. הטלוויזיה הכללית‎ — «всеобщее телевидение») или «Ха-телевизия ха-исраэлит» (ивр. הטלוויזיה הישראלית‎ — «Израильское телевидение»). 13 января 1982 года перешёл стандарт PAL (первые цветные передачи были сделаны ранее в число которых входят трансляции визит президента Египта в Израиль в 1977 году и конкурса песни «Евровидение-1979»). В 1985 году программа Израильского телевидения на арабском языке получила Премию Израиля. В начале 1990-х гг. через региональные частные кабельные операторы (в 2003 году объединены в общенациональный кабельный оператор Хот) была запущена аналоговая кабельная версия «Первого канала».

### Первый канал (с 1993 по 2017)
4 ноября 1993 года был переименован в «Первый канал». В июле 2000 года через государственный спутниковый оператор Yes была запущена спутниковая версия «Первого канала» сначала в аналоговом стандарте, позднее в DVB-S. В 2001 году была запущена версия «Первого канала» в стандарте DVB-C, 2 августа 2009 года — версия в стандарте DVB-T. В мае 2010 года в стандартах DVB-C, DVB-S2 и DVB-T2 была запущена версия «Первого канала» в стандарте разложения 1080i. 31 марта 2011 года прекратила вещание версия «Первого канала» в стандарте PAL. В июне 2014 года прекратила вещание кабельная аналоговая версия.
По причине закрытия Рашут ха-шидур, вещание первого канала закрылось 15 мая 2017 года. Его замена — «Кан 11».

## Финансирование
В значительной степени финансировался за счёт телевизионной лицензии, хотя в небольшом объёме присутствила и реклама. Канал был главным телеканалом Рашут ха-шидур, ранее являлся единственным телеканалом в стране.